# Сјере
Сјере (фр. Cierrey) насеље је и општина у северној Француској у региону Горња Нормандија, у департману Ер која припада префектури Евре.
По подацима из 2011. године у општини је живело 646 становника, а густина насељености је износила 160,3 становника/km². Општина се простире на површини од 4,03 km². Налази се на средњој надморској висини од 156 метара (максималној 136 m, а минималној 100 m).

## Демографија
| 1962. | 1968. | 1975. | 1982. | 1990. | 1999. | 2011. |
| ----- | ----- | ----- | ----- | ----- | ----- | ----- |
| 152   | 182   | 267   | 466   | 806   | 796   | 646   |

График промене броја становника у току последњих година